# Aksum
Aksum (auch Axum geschrieben, Tigrinya ኣኽሱም Akhsum, ältere Form Akhwsem, amharisch አክሱም) ist die frühere Hauptstadt des Königreichs von Aksum. Das heutige Aksum liegt auf einer Höhe zwischen 2000 und 3000 m in der Verwaltungsregion Tigray im Norden Äthiopiens, 1004 Kilometer von Addis Abeba, 248 km von der Regionalhauptstadt Mekele und 62 Kilometer von der Grenze zu Eritrea entfernt. Die Stadt wird als städtische Woreda (vergleichbar einer kreisfreien Stadt) verwaltet und ist umgeben von der Woreda La'ilay Maychew. Aksum gilt in der äthiopisch-orthodoxen Kirche als heilige Stadt, in der Kirche der Heiligen Maria von Zion wird nach äthiopisch-orthodoxer Tradition die Bundeslade aufbewahrt.

## Lage
Aksum liegt am etwa einen Kilometer breiten Ausgang eines Tals zwischen den beiden bis zu 2320 Meter hohen Hügeln Beta Giyorgis und Mai Qoho zwischen den jahreszeitlich bedingt fließenden Bächen Mai Lahlaha und Mai Hejja auf einer Höhe von 2100 Metern. Die bebaute Fläche des heutigen Aksum nimmt ca. 5 km² Fläche ein; die Ausdehnung der antiken Stadt wird heute aufgrund der erhaltenen Reste auf eine ähnliche Fläche geschätzt. Das Stadtgebiet inklusive Flughafen, Universitätscampus und unbebauter Bereiche umfasst ca. 25 km².

## Geschichte

### Frühe Geschichte
Die Gründung von Aksum lässt sich nicht sicher datieren. In den Schriftquellen findet sich Aksum erstmals im Periplus Maris Erythraei (1. Jahrhundert n. Chr.) und in der Geographikè Hyphégesis (um 150) des Claudius Ptolemäus. Beide Quellen bezeichnen Aksum als Residenz des Königs des ebenfalls erst zu dieser Zeit erwähnten Aksumitischen Reiches, das bereits damals neben dem nord-äthiopischen Hochland auch die Hafenstadt Adulis (heute in Eritrea) kontrollierte. Nach dem Übertritt König Ezanas (4. Jahrhundert) zum Christentum wurde Aksum eine der ersten christlichen Hauptstädte.
Das Zentrum des antiken Aksum befand sich im Westen der modernen Stadt, auf beiden Seiten des Mai Lahlaha. Dort wurden die Reste einiger größerer, repräsentativer Gebäude, die offenbar der Oberschicht gehörten, gefunden. Von den Wohngebäuden der Bevölkerung sind hingegen bislang keine Reste entdeckt worden, auch von Befestigungen finden sich keine Spuren, vermutlich machte der natürliche Schutz der Stadt durch das umliegende Gebirge solche Anlagen unnötig. Weiter im Osten, im Bereich der Kathedrale Maryam Tseyon, befand sich ein weiteres größeres Gebäude, vielleicht ein vorchristlicher Tempel, in dessen unmittelbarer Nähe sich die Reste von steinernen Thronen befinden, die vielleicht, ähnlich dem Monumentum Adulitanum, einmal Inschriften trugen. Ähnliche Bauwerke finden sich auch am Fuß des Mai Qoho, westlich des südöstlichen Stelenfeldes, bei dessen namengebenden Monumentalstelen es sich um Grabdenkmäler vornehmer Personen handelt. Ähnliche Stelenfelder stehen auch im Norden und Südwesten. Die höchste, 33 Meter hohe und 517 Tonnen schwere Stele zerbrach vermutlich schon bei ihrer Errichtung. Die zweithöchste, 25 m hohe Stele (Obelisk von Aksum) wurde nach dem Abessinienkrieg von den italienischen Besatzern 1937 entwendet, in Rom aufgebaut und, trotz äthiopischer Proteste, erst im April 2005 zurückgegeben und im September 2008 wiederaufgerichtet. Kleinere Exemplare haben bis heute aufrecht der Zeit getrotzt.

### Von 600 bis zur Gegenwart
Die Stadt litt ab circa 600 unter dem Zusammenbruch des Reiches und war zwischenzeitlich verlassen, erhielt später jedoch wieder Bedeutung unter anderem als religiöses Zentrum. Aksum blieb Ort von Krönungen äthiopischer Könige bis zur Zeit des letzten Kaisers Haile Selassie im 20. Jahrhundert.

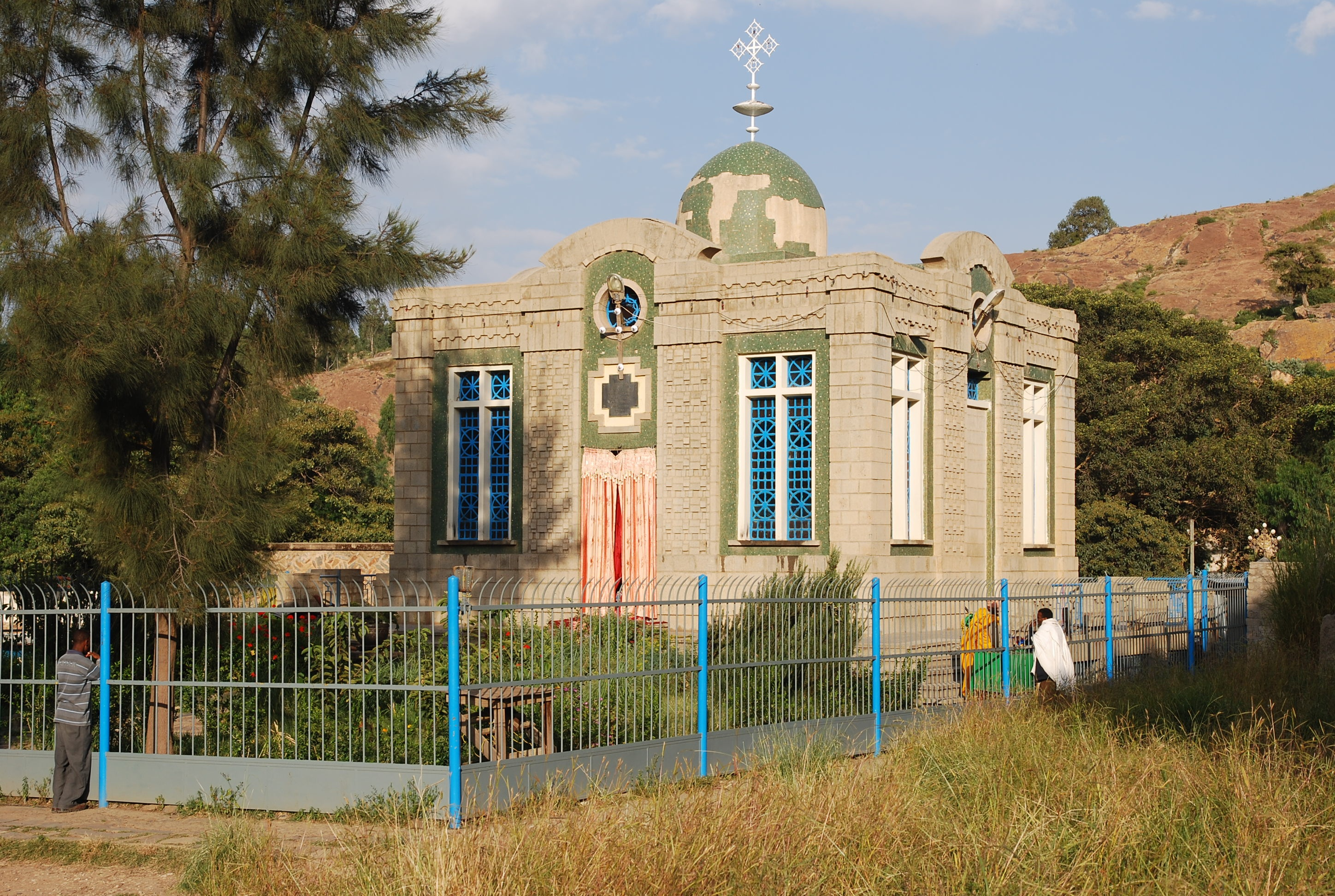
Kapelle, in der sich die Bundeslade befinden soll

Aksum ist heute die wichtigste Pilgerstätte der äthiopisch-orthodoxen Christen. Nach der Überzeugung der äthiopisch-orthodoxen Kirche befindet sich die israelitische Bundeslade in Aksum. Diese soll dem Kebra Negest, einer äthiopischen Schrift aus dem 13. Jahrhundert, zufolge von Menelik I., dem Sohn König Salomons und der Königin von Saba, ins Land geholt worden sein. Ein Mönch ist noch heute bis an sein Lebensende mit der Bewachung der Bundeslade beauftragt. Diese Aufgabe wird vor seinem Tode einem Nachfolger weitergegeben.
Politisch ist Aksum heute eine kleine Distrikthauptstadt (in der Woreda Laelay Maychew in der Zone Mehakelegnaw), die 1980 aufgrund ihrer historischen Ruinen und der herausragenden Geschichte in die Liste des Weltkulturerbes der UNESCO aufgenommen wurde.

## Archäologie

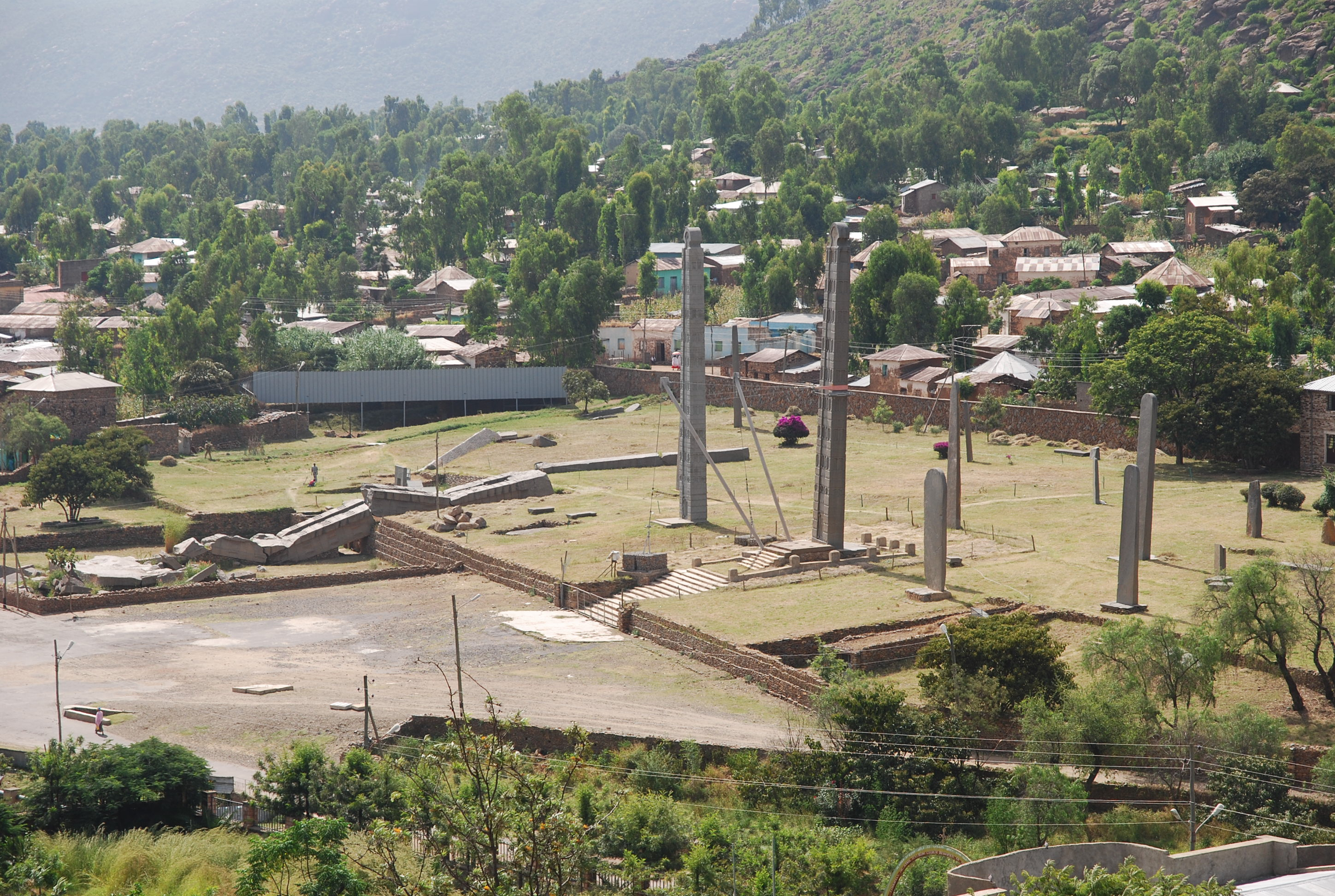
Stelen in Aksum

Am 7. März 1905 wurden der Deutsch-Äthiopische Handels- und Freundschaftsvertrag und die Vereinbarung über den Austausch diplomatischer Beziehungen vom Gesandten der deutschen Regierung Friedrich Rosen und Kaiser Menelik II. unterschrieben. Im Rahmen dieser Kontakte bat Kaiser Menelik II. um ein deutsches Ausgrabungsteam für Aksum. Kaiser Wilhelm II. nahm diese Bitte freudig auf. Er entsandte auf eigene Kosten im Jahr 1906 ein Ausgrabungsteam unter der Leitung von Enno Littmann. Dies war eine besondere Ehrung für das Deutsche Reich, da bisher allen anderen Nationen, die darum baten, Ausgrabungen in Aksum vornehmen zu dürfen, die Genehmigung verwehrt geblieben war. Dieser Erfolg lag wohl an der Persönlichkeit des Orientalisten Rosen.
Seit den 1980er Jahren wurden vom British Institute unter der Leitung des wohl bedeutendsten Aksum-Forschers Stuart Munro-Hay (1947–2004) zahlreiche Grabungen durchgeführt. Munro-Hay legte nicht nur die Grundlagen einer Münzdatierung für das Aksumitische Reich, sondern gilt weltweit als unumstrittene Referenz für die frühe aksumitische Geschichte und Archäologie.
Von 1993 bis 1998 übernahm David Phillipson die Leitung der Ausgrabungen auf dem großen Stelenfeld und entdeckte zahlreiche Grabkammern, die auf die aksumitische Zeit vor der Konversion zum Christentum datiert worden sind. Dabei wurden die berühmten Katakomben unter der großen Stele und der Tomb of the Brick Arch freigelegt. Damit wurden die Stelen erstmals eindeutig als Grabmäler identifiziert.
Seit den frühen 1990ern werden auf dem Tafelberg Beta Georgis oberhalb von Aksum Ausgrabungen von dem italienischen Archäologen Rodolfo Fattovich durchgeführt, dem es gelang, eine Typologie der aksumitischen Keramik aufzustellen.
Von 1999 an führte Helmut Ziegert, Professor der Universität Hamburg, in Aksum und Umgebung Ausgrabungen durch. Unter einem christlichen Bauwerk, dem sogenannten Palast von Dungur, datiert auf das 7. Jahrhundert n. Chr., fand er ältere Baustrukturen, die er im Jahr 2008 medienwirksam auf das 10. Jahrhundert vor Christus datierte und der Königin von Saba zuschrieb. Sowohl Datierung wie Interpretation der Funde waren jedoch ausgesprochen umstritten.

## Bevölkerung
1994 waren von 27.148 Einwohnern 98,54 % Tigray. Die größten Minderheiten waren Amharen (0,82 %) und eritreische Staatsangehörige (0,37 %), 0,26 % gehörten anderen Volksgruppen an. 98,68 % sprachen Tigrinya als Muttersprache und 1,14 % Amharisch.

### Einwohnerentwicklung
Die folgende Übersicht zeigt die Einwohnerzahlen nach dem jeweiligen Gebietsstand seit der Volkszählung 1984.
| Jahr      | 1984   | 1994   | 2007   | 2011   | 2015   |
| --------- | ------ | ------ | ------ | ------ | ------ |
| Einwohner | 17.753 | 27.148 | 44.647 | 54.004 | 66.800 |

## Söhne und Töchter der Stadt
- Yared (505–571), semilegendärer Kirchenmusiker, Musiktheoretiker, Priester und Heiliger
- Zeresenay Alemseged (* 1969), Paläoanthropologe
- Hadnet Asmelash (* 1993), Radsportlerin